# Ivan Ivanovich Trẻ
Ivan II Ivanovich Molodoy (ngày 15 tháng 2 năm 1458 - ngày 7 tháng 3 năm 1490) là con trai của Ivan III với hoàng hậu xứ Tver là Maria Borisovna, cháu trai duy nhất của Mikhail III, Đại vương công xứ Tver chính thống cuối cùng

## Tiểu sử
Sinh ngày 15 tháng 2 năm 1458, Ivan được rửa tội và được thánh John Baptist bảo trợ. Năm 1468, ông theo cha mình tiến đánh quân của Khan Kazan
Từ năm 1477, ông lên đồng cai trị với người cha Ivan III, đồng thời cho đúc tiền mang tên hai nhà cai trị. Cũng trong thời gian này, hai người tiếp tục các chiến dịch đánh Veliky Novgorod.
Năm 1483, Ivan kết hôn với Helen, con gái của Đại công Ștefan III của Moldavia và có hai con trai: con trai đầu là Dmitri và con út là Ivan (chết khi mới lọt lòng)
Năm 1485, Ivan cùng cha mình tham gia chiến dịch chinh phục công quốc Tver, trục xuất Đại công Tver cuối cùng rồi lên ngôi. Để tôn vinh triều đại của Ivan the Young, một đồng xu được phát hành ở Tver, miêu tả Ivan đang chặt đuôi con rắn, nhân cách hóa sự phản bội của Mikhail Borisovich

## Lên ngôi Đại vương công Tver
Lên ngôi sau khi trục xuất được người chú Mikhail III, Ivan II xây dựng Tver trong sự bảo hộ của cha mình. Ngày 7 tháng 3 năm 1490, Ivan II qua đời bất ngờ do bị ngã đau chân mà không có thuốc chữa trị. Có một giả thuyết về sự ngộ độc của Ivan Young bởi những người hầu của Sophia Paleolog, nhưng nó không được ghi chép. Con trai Dmitri II được ông nội đưa lên ngôi năm 1498. Năm 1502, cuộc chính biến cung đình Moskwa đã đưa phe cánh của Vasili - con trai kế vị của Ivan III lên thay. Phe cánh của Đại công Tver Dmitri II bị đánh bại và Dmitri bị bắt giam, chết trong ngục năm 1509